# Syz & Co
Syz & Co est un catamaran suisse de 35 pieds à foils en V qui a pour objectif de remporter le Bol d'or.

## Équipage
- Alex Schneiter : skipper / barreur / régleur GV et systèmes hydrauliques
- Patrick Firmenich : barreur / régleur GV et systèmes hydrauliques
- Luc du Bois : barreur / analyse des performances
- Marc Streich : numéro 1